# Pinsaguel
Pinsaguel è un comune francese di 2 624 abitanti situato nel dipartimento dell'Alta Garonna nella regione dell'Occitania.

## Società

### Evoluzione demografica
Abitanti censiti